# Tomaspisinella seguyi
Tomaspisinella seguyi är en insektsart som först beskrevs av Victor Lallemand 1924.  Tomaspisinella seguyi ingår i släktet Tomaspisinella och familjen spottstritar. Inga underarter finns listade i Catalogue of Life.